# دنیس ایلهاف
دنیس ایلهاف (انگلیسی: Dennis Eilhoff؛ زادهٔ ۳۱ ژوئیهٔ ۱۹۸۲) بازیکن فوتبال اهل آلمان است.
از باشگاه‌هایی که در آن بازی کرده‌است می‌توان به باشگاه فوتبال دینامو درسدن و باشگاه فوتبال آرمینیا بیله‌فلد اشاره کرد.